# Georgia Guidestones
Georgia Guidestones bio je veliki granitni (monolitni) spomenik u Elbert Countyju, Georgia, SAD. Na njemu je bila uklesana poruka s deset naputaka/postulata, napisana na osam "živih" jezika, te kraća poruka ispisana na vrhu strukture na četiri "mrtva" jezika: 
babilonskom, starogrčkom, sanskrtu i egipatskim hijeroglifima.
Na skulpturu se ponekad referira kao i na "američki stonehenge." Spomenik je visok gotovo 6,1 metar, ako se uključi i kamenje u temeljima koji su ukopani, dok je inače skulptura (nadzemne) visine od točno 5,5 m, načinjena je od šest granitnih ploča/blokova koji teže više od 110 tona. 
Jedan blok stoji u centru, a četiri su raspoređena oko njega.  Centralni kamen stoji naslonjen povrh pet blokova, koji su astronomski ugođeni i orijentirani.  Dodatna kamena ploča, koja je postavljena na zemlji, nedaleko zapadno od strukture, daje neke podatke o povijesti i svrsi Guidestones-a.

## Povijest
U lipnju 1979., nepoznata osoba ili osobe pod pseudonimom R.C. Christian, uposlili su Elberton Granite Finishing Company za izgradnju strukture. Jedna je popularna hipoteza ta da je pseudonim počast i u sjećanje na legendarnog osnivača rosicrucianizma iz 17-tog stoljeća, Christiana Rosenkreuza. Dana 6. srpnja 2022. spomenik Georgia Guidestones je teško oštećen u eksploziji te je kasnije tijekom dana srušen zbog sigurnosnih razloga.

## Natpisi
Poruka se sastoji od skupine od deset naputaka ili principa, uklesanih u Georgia Guidestones, na osam različitih jezika, po jedan jezik sa svake strane četiri velike uspravne kamene ploče. Gledajući na sjever, u smjeru kretanja kazaljke na satu, jezici na stranicama ploča su: engleski, španjolski, swahili, hindski, hebrejski, arapski, kineski i ruski.
Natpis na engleskom glasi:
1. Maintain humanity under 500,000,000 in perpetual balance with nature.
2. Guide reproduction wisely - improving fitness and diversity.
3. Unite humanity with a living new language.
4. Rule passion - faith - tradition - and all things with tempered reason.
5. Protect people and nations with fair laws and just courts.
6. Let all nations rule internally resolving external disputes in a world court.
7. Avoid petty laws and useless officials.
8. Balance personal rights with social duties.
9. Prize truth - beauty - love - seeking harmony with the infinite.
10. Be not a cancer on the earth - Leave room for nature - Leave room for nature.[8]

ili u prijevodu na hrvatski jezik:
1. Održavajte ljudsku populaciju ispod 500 milijuna u stalnoj ravnoteži s prirodom.
2. Usmjeravajte razmnožavanje mudro - unapređujući kondiciju i raznolikost.
3. Ujedinite čovječanstvo novim živućim jezikom.
4. Vladajte strašću - vjerom - tradicijom - i svim stvarima s odmjerenim razumom.
5. Štitite ljude i nacije ispravnim zakonima i pravednim sudovima.
6. Neka sve nacije imaju samoupravu, rješavajući vanjske razmirice na svjetskom sudu.
7. Izbjegavajte sitničave zakone i beskorisne službenike.
8. Uravnotežite osobna prava s društvenim obvezama.
9. Cijenite istinu - ljepotu - ljubav - tražeći sklad s beskonačnim.
10. Ne budite rak na zemlji - Ostavite prostora prirodi - Ostavite prostora prirodi.

### Dodatna (obavijesna) kamena ploča
Nekoliko metara zapadno od artefakta, dodatna granitna ploča pojašnjenja postavljena je na tlu. Ova ploča identificira strukturu i jezike koji su na njoj upotrebljeni, navodi razne podatke o dimenzijama, težini i astronomskim značajkama stijena, datum kad su postavljene, te sponzore projekta.  Spominje se na njoj i vremenska kapsula zakopana ispod ploče, ali mjesta na kojima bi trebali biti upisani datumi kad je kapsula ukopana i onaj kad bi se trebala otvoriti su prazna, tako da nije jasno je li vremenska kapsula uopće ikada i stavljena na predviđeno mjesto pod pločom.  Svaka strana ove ploče je poravnata sa stranama svijeta, te je označeno da je sjeverni rub "vrh" natpisa.
Kompletan tekst ploče s objašnjenjima je naveden u nastavku.  Slika pokazuje cjelokupan razmještaj.  Ploča nije baš gramatički najtočnija u punktuaciji i spelovanju (slovopisu), ali ovdje navodim transkripciju teksta kao u izvorniku.
U sredini svake stranice je malen krug, svaki sadrži slovo koje označava pripadajuću orijentaciju po stranama svijeta (N, S, E, W).
Na vrhu, u centru ploče je ispisano:
The Georgia Guidestones
Center cluster erected March 22, 1980
(Georgia Guidestones, Centralni skup podignut 22. ožujka 1980.)
Neposredno ispod ovoga je vanjski rub kvadrata na kojem piše:
Let these be guidestones to an Age of Reason
(Neka ovo budu stijene vodilje u Doba Razuma)
Oko rubova kvadrata ispisana su imena starih jezika, jedno po stranici/rubu.  Počevši od vrha i dalje u smjeru kazaljke na satu, to su: babilonski jezik (klinastim pismom), starogrčki jezik, sanskrt i staroegipatski jezik (ispisan hijeroglifima).
Na lijevoj strani ploče je sljedeći stupac teksta:
Astronomic Features
1. channel through stone
indicates celestial pole.
2. horizontal slot indicates
annual travel of sun.
3. sunbeam through capstone
marks noontime throughout
the year
Author: R.C. Christian
(a pseudonyn) [sic]
Sponsors: A small group
of Americans who seek
the Age of Reason
Time Capsule
Placed six feet below this spot
On
To Be Opened on

#### Astronomska obilježja
1. prorez kroz stijenu označava nebeski pol.
2. vodoravni prorez označava godišnji hôd Sunca.
3. sunčeva zraka kroz vršni kamen označava podne tijekom cijele godine

#### Ostali tekst na obavijesnoj ploči
Autor: R.C. Christian pseudonim* *krivo napisano
Sponzori: Mala grupa amerikanaca koji traže/žele Doba Razuma
Vremenska Kapsula
Postavljena šest stopa ispod ovog mjesta
Dana (nema ugraviranog datuma)
Za otvaranje dana (nema ugraviranog datuma)

## Vanjske poveznice
- The Georgia Guidestone Guidebook — Elberton Granite (1981)
- Decoding the Georgia Guidestones  Arhivirana inačica izvorne stranice od 30. studenoga 2011. (Wayback Machine)
- Roadside Georgia  Arhivirana inačica izvorne stranice od 14. svibnja 2011. (Wayback Machine)
- Guidestones into the Age of Reason at DamnInteresting.com
- Georgia Guidestones: The American Stonehenge  Arhivirana inačica izvorne stranice od 9. veljače 2008. (Wayback Machine) at Radio Liberty
- Georgia Guidestones photos at Flickr
- American Stonehenge: Monumental Instructions for the Post-Apocalypse
- Georgia Guidestones Video and Photos by Travelers LeahAndMark.com
- Skeptoid: The Georgia Guidestones